# Un caso di pratica medica
Un caso di pratica medica (in russo Случай из практики?, Slučaj iz praktiki) è un racconto di Anton Čechov pubblicato per la prima volta nel dicembre 1898.

## Trama
Un illustre medico moscovita riceve un telegramma con cui lo si prega di visitare Lisa Ljàlikov, figlia dei proprietari di fabbriche di tessuti. Il professore manda un suo assistente, il Dott. Korolëv, il quale viaggia in treno. Alla stazione ferroviaria è atteso da una carrozza a tre cavalli, che lo conduce alla villa dei Ljàlikov, distante circa quattro verste. Nel breve tragitto Korolëv, che non aveva mai visto una fabbrica prima di allora, osserva le filande e gli operai. «Allorché, da lontano o da vicino, vedeva un'officina, pensava che se da fuori tutto appariva calmo e silenzioso, dovevano però regnarvi dentro l'ignoranza impenetrabile e l'egoismo ottuso dei proprietari, il lavoro noioso e malsano degli operai».
Nella residenza dei Ljàlikov, abitata solo da donne, Korolëv è accolto dalla governante Christina Dmitrievna la quale informa il medico che l’ammalata è una ragazza ventenne la quale soffre di palpitazioni tali da impedirle il sonno, curate dal medico del luogo con del bromuro, un sedativo. Korolëv visita la giovane e non trova nessun segno di malattia; pensa poi fra sé che sarebbe bene che la giovane si sposasse. Tranquillizza comunque le tre donne (Lisa, sua madre e la governante) che non esistono malattie importanti in atto. La signora Ljàlikov prega il Dott. Korolëv di rimanere almeno per la notte, e il medico si lascia convincere.
Dopo una cena deliziosa a base di piatti raffinati e vini francesi pregiati, Korolëv esce da solo e osserva i dintorni. Le filande dei Ljàlikov sono cinque e vi lavorano duemila operai. A Korolëv quelle fabbriche sembrano luoghi spaventosi, demoniaci, costruiti perché vi si svolga un lavoro inumano da cui nessuno, tranne forse la governante, sembra trarre giovamento: le padrone, Lisa e sua madre, sembrano infatti anch’esse molto infelici.
Il medico si reca poi da Lisa. La ragazza si confida con Korolëv considerandolo un amico, prima che un medico. È anch’essa convinta di non avere malattie organiche, e che la sua angoscia deriva dalla solitudine a cui l’ambiente sociale circostante la condanna. Korolëv vorrebbe consigliare Lisa di rinunciare alle fabbriche, ma non sa come dirglielo. Infine confida a Lisa che la sua insonnia è rispettabile «buon segno», e che sogna un futuro privo di privilegi e sofferenze. Il giorno dopo, «attraversando il cortile e mentre lo conducevano alla stazione, Korolëv non pensava più agli operai, né alle abitazioni preistoriche, né al diavolo: pensava al tempo, forse già prossimo, in cui la vita sarebbe stata luminosa e lieta come quel calmo mattino domenicale».

## Critica
Il racconto fu composto nel 1898 e pubblicato sul numero di dicembre 1898 della rivista Il pensiero russo (in russo Русская мысль?, Russkaâ mysl’), pp. 189—198 col titolo "Un caso di pratica medica:racconto" (in russo Случай из практики: Рассказ?, Slučaj iz praktiki: Rasskaz) e la firma "Anton Čechov". Fu poi inserito nel volume X dell'edizione Marks delle opere di Čechov.
Oltre che per gli aspetti formali, il lavoro ha interessato soprattutto per gli aspetti inerenti al rapporto medico-paziente; si ricordi infatti che Anton Čechov era un medico. Scrive in proposito Cristina Campo:
(Cristina Campo, «Un medico». In: Gli imperdonabili, Milano: Adelphi, 1987, p. 197, ISBN 88-459-0256-0))

## Edizioni
- Anton Čechov, «Slučaj iz praktiki: Rasskaz», Russkaâ mysl’ n. 12 (dicembre) 1898, pp. 189—198
- Anton P. Čechov, Slučaj iz praktiki, Sočineniâ v 18 tomah // Polnoe sobranie sočinenij i pisem v 30 tomah (Opere in 18 volumi // I testi completi e le lettere in 30 volumi), M: Nauka , 1976, Vol. 10. Racconti, 1898—1903, pp. 430-449.
- Anton Cechov, La mia vita e altri racconti; versione integrale e conforme al testo russo con note di Giovanni Faccioli, Torino: Slavia, 1928
- Anton Pavlovič Čechov, Racconti e novelle, 3 voll.; traduzioni dal russo di Giovanni Faccioli, Giuseppe Zamboni, Zino Zini, Anjuta Mayer Lo Gatto; a cura di Giuseppe Zamboni; introduzione di Emilio Cecchi; appendice critica a cura di Maria Bianca Gallinaro, Firenze: G. C. Sansoni, 1954-55
- Anton Cechov, Tutti i racconti, Tomo XII: «Anima cara e indice generale»; introduzione e traduzione di Alfredo Polledro, Collezione Biblioteca Universale Rizzoli 1101-1103, Milano: Rizzoli, 1957
- Anton Cechov, Racconti, Vol. III; traduzione di Agostino Villa, Torino: Einaudi, 1960
- Anton P. Cechov, Tutti i racconti e le novelle, Vol. 3: Racconti e novelle (1888-1903); a cura di Eridano Bazzarelli, Milano: Mursia, 1963
- Anton Pavlovič Čechov, Racconti, Vol. II; introduzione di Fausto Malcovati; traduzione di Ettore Lo Gatto et al, Milano: Garzanti, 2004, ISBN 88-11-37015-9
- Čechov, Racconti, Vol. II, 1477-1489: «Caso clinico»; traduzione di Bruno Osimo, Milano: Mondadori, 1996, ISBN 9788804420224